# Agabus philippensis
Agabus philippensis är en skalbaggsart som först beskrevs av Zimmermann 1924.  Agabus philippensis ingår i släktet Agabus och familjen dykare. Inga underarter finns listade i Catalogue of Life.